# Гайнацька верховина
Гайнацька верховина (Hajnáčska vrchovina) — гірський масив в Словаччині; геоморфологічна підодиниця масиву Церова верховина. Найвища гора — Каранч (725 метрів над рівнем моря).. Місце розташування — Банськобистрицький край.